# Aventurile echipajului Val-Vîrtej
Aventurile echipajului Val-Vîrtej este o serie TV pentru copii realizată de Televiziunea Română în anii 1960-1970. Este primul serial TV românesc. Scenariul acestei serii a fost scris de Octavian Sava, din personaje seriei făcând parte figuri celebre din literatura pentru copii, precum baronul de Münchhausen din cartea Aventurile baronului Munchhausen de Gottfried August Bürger și savantul Jacques Paganel din romanul Copiii căpitanului Grant de Jules Verne, sau figuri inspirate de personaje celebre precum reporterul Ionuț, un alter ego al reporterului Tintin din seria de benzi desenate Aventurile lui Tintin.
Acțiunea este independentă de la un episod la altul, echipajul Bătrânei Carapace comandate de căpitanul Val-Vîrtej găsindu-se în diferite colțuri ale lumii în situații dificile pe care reușesc să le învingă datorită curajului, cunoștințelor științifice sau umorului.
Tema filmului a fost preluată de Camil Georgescu în piesa de teatru Baronul Münchhausen și căpitanul Val-Vîrtel în căutarea lui Paganel. Premiera piesei, în regia Elenei Simionescu, a avut loc pe 25 noiembrie 1970 la Teatrul Național „Mihai Eminescu” din Timișoara, personajele principale fiind interpretate de Dem Savu și Nicolae Gărdescu.
În 2002 Octavian Sava a scris piesa de teatru Val-Vârtej și Vasul Fantomă, o continuare a aventurilor echipajului Val-Vîrtej. Aceasta a fost prezentată la Teatrul Excelsior din București în regia actorului Ion Lucian care a interpretat și rolul căpitanului Val-Vîrtej. 

## Banda sonoră
În 1965 a fost comercializat un disc cu banda sonoră a filmului. Discul cuprindea șase cântece:
1. Cântecul echipajului (generic)
2. Noapte de vară
3. La drum cu măgărușul
4. Faceți curat și cântați
5. Mii și milioane de stele
6. Prietenia

## Legături externe
- Pagina Val-Vârtej și Vasul Fantomă Arhivat în 25 iunie 2012, la Wayback Machine. pe situl Teatrului Excelsior.